# Flash Économie
 (août 2025).
Motif : Pas de sources secondaires justifiant de l'admissibilité
- Archive Wikiwix
- Bing
- Cairn
- DuckDuckGo
- E. Universalis
- Gallica
- Google
- G. Books
- G. News
- G. Scholar
- Persée
- Qwant
- (zh) Baidu
- (ru) Yandex
- (wd) trouver des œuvres sur Wikidata

| 1. | Préciser le motif de la pose du bandeau. | Précisez le motif de la pose du bandeau en utilisant la syntaxe suivante : {{admissibilité à vérifier\|date=août 2025\|motif=remplacez ce texte par le motif}}                      |
| 2. | Informer les utilisateurs concernés.     | Pensez à avertir le créateur de l'article, par exemple, en insérant le code ci-dessous sur sa page de discussion : {{subst:avertissement admissibilité à vérifier\|Flash Économie}} |

Flash économie est un hebdomadaire économique et journal d'annonces légales marocain francophone, publié par SVP ENTREPRISE fondé par Marcel Hérzog ex patron de La vie éco  en 1963 et dont le siège se trouve à Casablanca.